# Мартин Шкртел
Мартин Шкртел (слч. Martin Škrtel; Хандлова, 15. децембар 1984) је словачки фудбалер и репрезентативац Словачке. Игра на позицији одбрамбеног играча.

## Каријера
Шкртел је као шестогодишњак почео да се бави хокејом на леду, као и његов отац. Фудбалску каријеру је започео као нападач, а затим је одлучио да настави да игра као одбрамбени играч. Његов први тим је био ФК Тренчин. За 4 сезоне у овом тиму одиграо је 45 утакмица и постигао 8 голова. У летњем прелазном року прелази у руски Зенит. За 113 утакмица у дресу Зенита постигао је пет голова. Већ тада су Валенсија, Тотенхем хотспур, Евертон и Њукасл јунајтед али је он у јануару 2008. добио понуду од Ливерпула коју је прихватио. Цена тог трансфера је износила 6,5 милиона фунти. Свој деби у дресу Ливерпула имао је против Астон Виле. За сада је постигао пет голова за Ливерпул.

### Репрезентација
- За сениорску репрезентацију Словачке је одиграо 32 утакмице и постигао 5 голова.

Дебитовао је 2004. године.

## Трофеји и награде
Тренчин
- Млади шампион Словачке: 2001.

Зенит
- Премијер лига Русије: 2007.

Истанбул Башакшехир
- Суперлига Турске: 2019/20.

Личне
- Најбољи играч Словачке: 2007, 2008, 2011, 2012
- Најбољих 33 играча Руског првенства 2006.